# Dorsalflexion

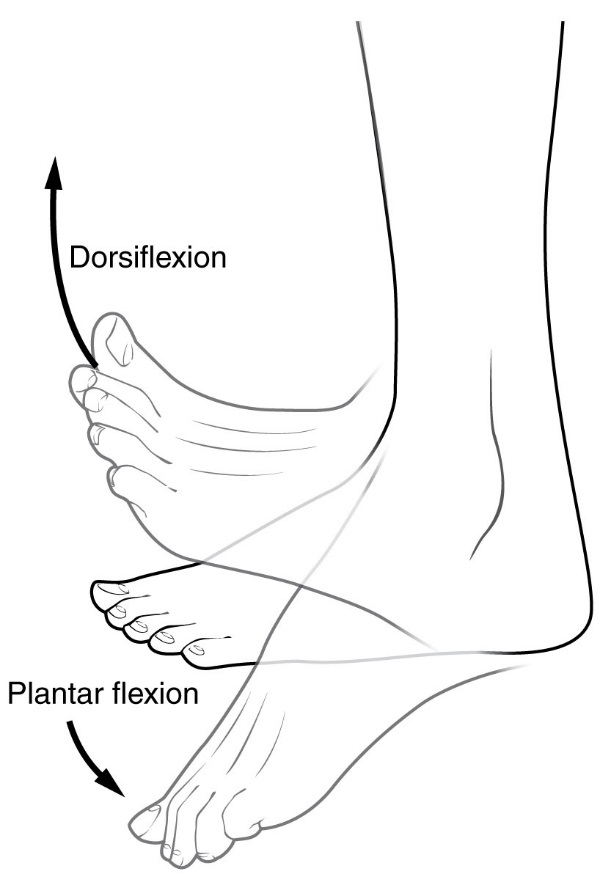
Dorsalflexion och motsatsen plantarflexion.

Dorsalflexion innebär en böjning av en kroppsdel, till exempel en fot, mot dess ryggsida. Dorsalflexion av foten för fotspetsen närmare skenbenet. Motsatsen heter plantarflexion.